# Warner R-500
Il Warner R-500 Super Scarab 50 era un motore aeronautico radiale a 7 cilindri prodotto dall'azienda statunitense Warner Aircraft Corporation dal 1933.
Destinato ad essere utilizzato su velivoli leggeri, venne utilizzato da una moltitudine di aerei da addestramento e da turismo di produzione principalmente statunitense.

## Tecnica
Come altri motori radiali simili dell'epoca, l'R-500 era caratterizzato dalla presenza di 7 cilindri posizionati su una singola fila, dotati di alettatura per il raffreddamento tramite l'aria che proveniva dal moto dell'elica e del velivolo. La distribuzione adottata era la classica a valvole in testa (OHV) a 2 valvole per cilindro.
Per l'installazione sull'elicottero Sikorsky XR-4, data la collocazione all'interno della struttura, si dovette ricorrere ad un sistema che convogliava l'aria forzata necessaria per evitare problemi di surriscaldamento.

## Versioni
R-500-1 (Super Scarab 50)prima versione da 145 hp (108 kW)
R-500-3 (Super Scarab 50A)sviluppo della precedente versione accreditata di 165 hp (123 kW)
R-500-7

## Velivoli utilizzatori
Australia
- CAC CA-6 Wackett
- Yeoman Cropmaster

 Stati Uniti
- Buhl CA-3B Airsedan
- Cessna AW
- Curtiss-Wright CW-12W
- Curtiss-Wright CW-19W
- Faichild 22 C7E
- Fairchild 24
- Fleet Model 1
- Gee Bee Sportster E
- Luscombe 1 Phantom
- Luscombe Monocoupe 110
- Harlow PJC-2
- Harlow PC-5
- Meyers OTW
- Porterfield 35
- Ryan SC-W
- Ryan ST-W
- Sikorsky XR-4 (elicottero) (prototipo)